# Escola Profissional Agrícola D. Dinis
A Escola Profissional Agrícola D. Dinis, é uma escola profissional, destinada ao ensino de profissões relacionadas com a agricultura, jardinagem e manutenção de espaços verdes ao ar-livre e ambiente; ministra, também, os cursos profissionais de controlo de qualidade alimentar e de gestão equina. Situa-se no distrito de Lisboa, no lugar da Paiã, freguesia da Pontinha-Famões, Município de Odivelas.
Foi inaugurada a 20 de Maio de 1917, com o nome de 'Escola Profissional de Agricultura do Distrito de Lisboa' , aproveitando uma propriedade privada que estava deitada ao abandono que, outrora tinha servido como um lar para crianças órfãs. Assim, é considerada um dos estabelecimentos portugueses de ensino público mais antigos. À data da inauguração, era um dos principais estabelecimentos de ensino português, nesse tempo em que as actividades agrícolas predominavam na economia portuguesa. Era frequentado por jovens provenientes do mundo rural que, após concluírem os cursos, introduziam nas suas terras os conhecimentos adquiridos. Com o passar dos tempos, os métodos de ensino foram mudando. Hoje, conta com pessoal docente especializado, que tudo faz para apostar na formação específica ao mais alto nível. A escola tem acompanhado as novas tecnologias ao serviço do trabalho agrícola.
Desde o ano de 1992, a escola utiliza como emblema uma árvore sobre a montanha verde que o sol ilumina e que se baseia num desenho de imagem de capa de um documento datado de 1930, cujo autor não está identificado.
A escola é pioneira em muitos aspectos. É um dos poucos estabelecimentos de ensino português (incluindo universidades), em que os alunos mais velhos (+ de 18 anos), possuidores de título válido de condução e de veículo próprio, o podem colocar dentro da escola sem necessidade de pagamento de taxa. Isto deve-se talvez ao facto da área da escola ser muito grande (800 m2) e de, o veículo próprio poder ajudar a transportar materiais que, a pé seriam muito difíceis de transportar. A escola tem uma adega vinícola e uma queijaria. Na queijaria, mediante marcação prévia, são desenvolvidas actividades pedagógicas destinadas aos alunos das escolas do 1º ciclo do Ensino Básico do Concelho. 
Dado ao tamanho da escola ser muito grande e, dada também a sua localização - conta com muitos terrenos para aulas práticas, acontece outro facto talvez único em Portugal, os ditos terrenos são atravessados pela IC17 CRIL(Circular Rodoviária Interna de Lisboa). A circulação entre terrenos, faz-se por uma passagem superior que atravessa a estrada. Não existe qualquer interferência, pois a passagem está devidamente vedada e, a estrada tem barreiras sólidas nas bermas. Também a atravessando, passam nos seus terrenos, variantes da EN249 e EN8 (neste caso, a passagem pelos terrenos faz-se por uma passagem inferior) e, o acesso principal situa-se a meio duma nova estrada, ligeiramente a pique (o término do eixo Belas-Benfica)(14% de inclinação), mas que conta com três vias em cada sentido e, uma berma com paragens de autocarros.
Como todo e qualquer ensino profissional, este é feito por módulos, capítulos de matéria que acabam e são avaliados, transitando assim, ou não, para o módulo seguinte. O tempo lectivo é prolongado até a conclusão das horas de formação estipuladas para cada módulo, podendo ir até meados de Julho, outra característica do ensino profissional português. O 'plano curricular' é composto por três componentes: sócio-cultural, científica e técnica. A componente sócio-cultural é idêntica em todos os cursos profissionais (nível IV), quer no seu conteúdo ou no número de horas de formação., e é constituída pelas disciplinas de Português, Língua Estrangeira, Área de Integração e Educação Física.
A Escola Profissional Agrícola D. Dinis possui atualmente um 'museu etnográfico' localizado no edifício da Antiga Vacaria, edifício reconstruido e adaptado no ano de 1998 com o co-financiamento do Fundo Social Europeu. A esse 'museu' se deu o nome de Coleção Visitável e surge num contexto de salvaguarda de um importante património, constituído por alfaias agrícolas em desuso e materiais pedagógicos antigos. 
È um estabelecimento de ensino que está muito ligado à memória da Primeira Guerra Mundial (1914-1918) e, como este acontecimento histórico, está prestes a comemorar o seu centésimo aniversário. 

## Na Cultura Popular
É mencionada no filme de 1942, O Pátio das Cantigas, pelo actor António Silva.